# كريس دورهام
كريس دورهام (بالإنجليزية: Kris Durham)‏ هو لاعب كرة قدم أمريكية أمريكي، ولد في 17 مارس 1988 في روما في الولايات المتحدة.

## وصلات خارجية
- كريس دورهام على موقع مرجع كرة القدم المحترفة.كوم (الإنجليزية)